# هيكتور أورتيز (لاعب كرة قدم)
هيكتور أورتيز (بالإسبانية: Héctor Ortiz Benítez)‏ (20 ديسمبر 1928 بالمكسيك - ) هو لاعب كرة قدم مكسيكي في مركز الوسط، شارك في كأس العالم 1950. وشارك مع منتخب المكسيك لكرة القدم. أما مع النوادي، فقد لعب مع ديبورتيفو مارتي ونادي نيكاكسا وزاكاتيبيك.

## وصلات خارجية
- هيكتور أورتيز على موقع الاتحاد الدولي (مؤرشف)  (الإنجليزية)
- هيكتور أورتيز على موقع قاعدة بيانات كرة القدم.إي يو (الإنجليزية)
- هيكتور أورتيز على موقع ناشيونال فوتبول تيمز (الإنجليزية)
- هيكتور أورتيز على موقع Soccerway.com (الإنجليزية)
- هيكتور أورتيز على موقع عالم كرة القدم.نت (الإنجليزية)